# Eskild Hansen Bech
Pottemageren Eskild Hansen Bech (1775-1832) er født i Rønne, Bornholm. Han kom i lære hos Johannes Spietz på fajancebrikken i Storegade i Rønne.

## Eskild Hansen Bech til Gudumlund
Eskild Hansen Bech arbejder efter fajancefabrikken i Storegades lukning i 1797 dels hos Johannes Spietz i dennes private pottemagerværksted dels som selvstændig pottemager. Han får borgerskab som pottemager 27. maj 1800, men flytter sammen med sin kone og børn i 1805 til Gudumlund sydøst for Aalborg, hvor han skal være mester i den næsten nyopførte Stentøjs- og fajancefabrik.

## Eskild Hansen Bech til Øland
I 1813 startede Bech som leder på Øland i Limfjorden. Her oprettede han sammen med Ole Tønder Lange, Oksholm, et pottemagerværksted ved navn Øland Fajancefabrik, som hans sønner Hans og Jens Bech kunne overtage efter hans død i 1832 og til den ophørte i 1850. I 1826-1832 kulminerer produktionen med omkring 40.000 stk. lertøj årligt.

## Pottemagerværkstedet på Øland efter Eskild Hansen Bechs død
Sønnerne Hans og Jens overtager pottemagerværkstedet efter Eskild Hansens død i 1832. Da de hurtigt bliver uenige om driften, flytter Jens i 1834 til Hygum Sogn i Ringkøbing Amt, hvor der oprettes pottemagerværksted. Siden oplærte Jens sin søn, Ole Christian, som pottemager.
Produktionen på Øland stagnerede herefter og ophørte omkring 1841, huset med pottemagerværkstedet brændte omkring 1880.

## Museer, hvor hansbrugskunstbefinder sig
Eskild Hansen Bechs arbejder kan ses på:
- Nationalmuseet og Kunstindustrimuseet, København
- Bornholms Museum, Rønne
- Aalborg Historiske Museum, Aalborg
- Den Gamle By, Århus
- Ehlers Lertøjssamling v. Museum Sønderylland, Haderslev